# Polyipnus soelae
Polyipnus soelae és una espècie de peix pertanyent a la família dels esternoptíquids.

## Descripció
- Fa 6 cm de llargària màxima.[5]

## Hàbitat
És un peix marí i batipelàgic que viu entre 300 i 520 m de fondària.

## Distribució geogràfica
Habita a la costa nord-occidental d'Austràlia, Mar de Timor, l'oest del mar d'Arafura, Cèlebes i els mars d'Indonèsia.

## Observacions
És inofensiu per als humans.